# Frank Schäffer
Frank Schäffer (Leonberg, Alemania Federal; 6 de julio de 1952 – Stuttgart, 15 de noviembre de 2024) fue un futbolista alemán que jugó en la posición de defensa.

## Equipos
| Periodo   | Club                     |
| --------- | ------------------------ |
| 1973-1974 | SpVgg Ludwigsburg        |
| 1974-1983 | Borussia Mönchengladbach |

## Logros
- UEFA Cup: 1975, 1979.
- Bundesliga: 1975, 1976, 1977.